# Matutinus hylonome
Matutinus hylonome är en insektsart som beskrevs av Ronald Gordon Fennah 1972. Matutinus hylonome ingår i släktet Matutinus och familjen sporrstritar. Inga underarter finns listade i Catalogue of Life.